# موتور (سری‌لانکا)
موتور (به لاتین: Muttur) یک منطقهٔ مسکونی در سری‌لانکا است که در ناحیه ترینکومالی واقع شده‌است.